# Samedicino Instituti
Samedicino Instituti (gruz. სამედიცინო უნივერსიტეტი) – stacja tbiliskiego metra należąca do linii Saburtalo. Została otwarta 15 kwietnia 1979. Do 1992 nosiła nazwę Komkawsziri.